# Nosopsyllus vlasovi
Nosopsyllus vlasovi är en loppart som först beskrevs av Vlasov et Ioff 1937.  Nosopsyllus vlasovi ingår i släktet Nosopsyllus och familjen fågelloppor. Inga underarter finns listade i Catalogue of Life.